# Ям-Запольский мир
Ям-Запо́льский мир — мирный договор, заключённый между Речью Посполитой и Русским царством 6 января 1582 года в деревне Киверова Гора в 15 верстах от Яма Запольского (недалеко от Пскова). Один из дипломатических актов, завершивших Ливонскую войну 1558—1583 годов. Мир длился до самого начала войны 1609—1618 годов.

## Представители сторон
Переговоры о заключении мира начались 13 декабря 1581 года. Послами Стефана Батория при посредничестве папского легата Антонио Поссевино были воевода браславский Я. Збаражский; князь олыкский и несвижский А. Радзивилл; секретарь М. Гарабурда; Х. Варшевицкий.
Послами Ивана Грозного были князь, воевода кашинский Д. П. Елецкий; воевода козельский Р. В. Олферьев; дьяк Н. Н. Верещагин; подьячий З. Свиязев.

## Положения договора
Ям-Запольским миром закончена Ливонская война, начатая Иваном Грозным с Великим княжеством Литовским за обладание Ливонией.
- Иван Грозный отказывался от следующих городов Ливонии со всем имуществом, им принадлежащим, и с волостями при этих крепостях: Алист, Борзун, Вельян, Володимерец, Говья, Динабург, Дерпт, Карслав, Каулец, Керепеть, Кокенхаузен, Конгот, Круцборг, Лаис, Лаудун, Линневард, Муков, Новгородок Ливонский, Пайде, Пернов новый, Пернов старый, Полчев, Рандек, Ринхольм, Ровно, Салац, Скровно, Тарваз, Трикат, Чествин.
- Русское царство возвращало Речи Посполитой город Полоцк со старыми границами и межами, а также передавало город Велиж.
- Русскому царству возвращались со всем имуществом и волостями города, захваченные Стефаном Баторием во владениях Русского царства: Великие Луки, Невель, Заволочье, Холм. Также псковские пригороды, занятые во владениях русского царя (Воронеч, Велье, Остров, Красное) и псковские пригороды, которые Стефан Баторий мог бы впоследствии взять (Врев, Дубков, Выборец, Вышеград, Изборск, Опочку, Гдов, Кобылье городище и Себеж).
- Сроком на 10 лет прекращались военные действия с обеих сторон.
- Из договора были исключены названия городов Ливонии, захваченных Швецией (в том числе Нарвы), но польские послы в специальном заявлении упомянули о претензиях Речи Посполитой на шведские приобретения в Ливонии.

## Значение
Ям-Запольский мир не разрешил противоречия между Русским царством и Речью Посполитой, отодвинув их разрешение на более дальнюю перспективу. В Ливонской войне Россия не достигла поставленных целей по овладению Прибалтикой, завершив войну в тех же границах, что и начинала. Однако, давний враг Руси, форпост католической экспансии на Восток, Ливонский орден, был разгромлен и прекратил своё существование. Также в это время Россия смогла восстановить внутренние дела и отдохнуть от многочисленных войн.